# Ligidium bosphoranum
Ligidium bosphoranum là một loài chân đều trong họ Ligiidae. Loài này được Verhoeff miêu tả khoa học năm 1941.